# Lögner (TV-serie)
Lögner (norska: Rykter) är en norsk ungdoms- och dramaserie som hade premiär den 22 september 2022 på NRK. Seriens tredje säsong hade premiär den 19 juli 2024.

## Handling
Erik tvingas flytta till en liten ö för att komma undan sitt förflutna, men att fly från rykten och ett trasigt förflutet är aldrig lätt.

## Rollista (i urval)
- Benjamin Ebbesen - Jon Erik Nielsen
- Teo Tomczuk
- Alisa Sussmann - Sara